# Samira Abdel Aziz
Pour les articles homonymes, voir Abdel Aziz.
 (juin 2014).
Si vous disposez d'ouvrages ou d'articles de référence ou si vous connaissez des sites web de qualité traitant du thème abordé ici, merci de compléter l'article en donnant les références utiles à sa vérifiabilité et en les liant à la section « Notes et références ».
Samira Abdel Aziz (en arabe : سميرة عبد العزيز), est une actrice égyptienne, née le 1er juin 1935 en Égypte

## Biographie
Samira Abdel Aziz, grande figure du cinéma, du théâtre et surtout des séries en Égypte, femme du grand scénariste Mahfouz Abdel Rahmane et grand-tante de l'acteur Aytl Jensen. Samira Abdel Aziz anime une émission de radio depuis 1980. Actrice qui a toujours obtenu les rôles de la femme gentille et douce.

## Filmographie

### comme actrice
- 2022 : Le rêve : (Série) Badreya
- 2022 : Saher El Nessaa :  La mère de Tag
- 2022 : Weste El Balad : (Série) Zeinate
- 2021 : Les étoiles de l'après-midi : (Théâtre)  (2021-2022)
- 2020 : La lune à la fin du monde : (Série) Karima
- 2020 : El Wasseya : (Théâtre)
- 2020 : Bente Elkabayele : (Série) Mariem
- 2020 : Quand nous étions jeunes : (Série) Effate
- 2019 : Barka : (Série) Wanissa
- 2019 : Sayedete Yessreb : (Série audio)
- 2018 : Ehmess : (Théâtre)  La mère de Hemess
- 2018 : Le voyage de la guerre d'Elchobachki' : (Série audio) Encherah
- 2018 : Khebetna : (Théâtre)  La mère de Galal
- 2018 : Khate Sakhene : (Série)
- 2017 : El Hessab Yegmaa : (Série) El Cheikha Fatna
- 2016 : Le père des filles : (Série) La mère de Myriam
- 2016 : Chehadete Esbate : (Série) Sanaa Abou El Aata
- 2016 : Les nuits de El Helmeya : (Série. Saison 6) Anissa Badaoui
- 2016 : El Khanka : (Série)
- 2016 : Guerab Hawa : (Série)
- 2016 : Ah Mene Hawa : (Série)
- 2015 : Les enfants de la terre : (Série audio)
- 2015 : Khalil Allah (Ibrahim Alih El Salam) : (Série)
- 2015 : Mamlakete Youssef El Maghreby : (Série)
- 2015 : Ostaz Wa Rayess Kesm : (Série)
- 2015 : Un amour qui ne meurt jamais : (Série audio)
- 2014 : El Wesswass : (Série)
- 2014 : Chamss : (Série. 29 épisodes) Sabbah
- 2013 : El Morafaa :(Série)
- 2013 : Batal Mene El Seaaid :(Série)
- 2013 : Howa Fi Keda :
- 2013 : Kelym Allah : (Dessin animé. Voix seulement) La mère de Faroune
- 2013 : El Asserate : (Série) Ateyate
- 2013 : Khalaf Allah : (Série)
- 2013 : Le bon et le mauvais : (Série)
- 2013 : Le Peuple du vent : (Série)  Melouk
- 2012 : Kal El Faylassouf : (Série audio pour la radio)  Elle-Même (De 1980 à 2012)
- 2012 : Taralaly :
- 2012 : Firtigo : (Série)
- 2012 : El Khafafiche : (Série)
- 2012 : La porte d'adieu : (Série audio pour la radio)
- 2012 : Le Caire et L'histoire : (Série audio pour la radio) Elle-Même
- 2012 : Les arbres du feu : (Série)
- 2012 : Le fils de la mort : (Série) Adila
- 2012 : Maa Sabk El Esrar : (Série)
- 2011 : La vallée des Rois : (Série) Askareya
- 2011 : Ahlam Machbouha : (Série)
- 2011 : Cette nuit-là : (Série) (23 épisodes) Khadiga
- 2011 : Superviseur ... L'homme de ce temps : (Série) La grand-mère de Mostapha
- 2011 : El Chaymaa : (Série) Halima El Saadeya
- 2010 : Oui, je suis encore mademoiselle : (Série) Dawlate
- 2010 : En Dehors de la vie : (Série) La mère de Salma
- 2010 : Pardonne moi mon destin : (Série) Samiha
- 2010 : Ekhteyal Chamss : (Série) La mère de Chamss
- 2010 : Cheikh El Aarab Hamam : (Série)
- 2010 : Poésie : (Théâtre)  Elle-Même (Au théâtre le 2 février 2010)
- 2010 : Kal El Faylassouf : (Série audio pour la radio)  Elle-Même (De 1980 jusqu'à présent)
- 2009 : Poésie : (Théâtre)  Elle-Même (Au théâtre le 31 décembre 2009)
- 2009 : Adyaf El Malwaleya : (Théâtre)  La dame de l'autre monde
- 2009 : El Khoula : (Théâtre)
- 2009 : Deux filles de l'Égypte :
- 2009 : Un/Zéro :
- 2009 : Mikano :
- 2009 : Hadf Bahr : (Série)
- 2009 : L'homme et le chemin : (Série)
- 2009 : El Rehaya Hagar El Keloub : (Série)
- 2009 : Zahra Bariaa : (Série)
- 2008 : Nassim El Roh : (Série)
- 2008 : Un cœur mort : (Série)  La mère de Reda
- 2007 : Des histoires policières : (Série)
- 2007 : Hanan wa Hanine : (Série)
- 2007 : El Gabal : (Série)
- 2007 : Les enfants de la nuit : (Série)
- 2007 : Le cœur d'une femme : (Série)
- 2007 : El Kadaa Fi El Esslam : (Série, saison 9)
- 2006 : N'oublie pas que c'est une femme : (Série)
- 2006 : Ahlam La Tanam : (Série)
- 2006 : El Kadaa Fi El Esslam : (Série, saison 8)
- 2005 : Halim :  La sœur de Halim
- 2005 : Ahlam fi El Bawaba : (Série)
- 2005 : Ahlam Aadeya : (Série)
- 2005 : Kafr El Guenoune :
- 2005 : El Emam El Tarmazy : (Série)
- 2005 : El Kadaa Fi El Esslam : (Série, saison 7)
- 2004 : El Kadaa Fi El Esslam : (Série, saison 6)
- 2004 : El Karar fi El Hob : (Série)
- 2004 : Emam El Doaa : (Série)  La mère de El Chaaraoui
- 2003 : Massalete Mabdaa : (Série) Sekina
- 2003 : El Emam Abou Hanifa : (Série)
- 2003 : Les Filles : (Série)
- 2003 : El Nass fi Kafr Aaskar : (Série)
- 2003 : Malak Rohi : (Série)
- 2003 : El Kadaa Fi El Esslam : (Série, saison 5)
- 2002 : El Kadaa Fi El Esslam : (Série, saison 4)
- 2002 : Amira fi Aabdine : (Série)
- 2001 : El Kadaa Fi El Esslam : (Série, saison 3)
- 2001 : Le visage de la lune : (Série)
- 2001 : Une femme sous surveillance :
- 2000 : El Kadaa Fi El Esslam : (Série, saison 2)
- 2000 : Désolé ma chérie : (Série)
- 1999 : El Kadaa Fi El Esslam : (Série, saison 1)
- 1999 : Om Kalsoum : (Série)  El Haga Fatma
- 1999 : Bawabete El Halawani : (Série, saison 3)
- 1998 : Bawabete El Halawani : (Série, saison 2)
- 1998 : El Katl El Laziz :  la directrice de l'école
- 1998 : La Beamr El Abnaa :
- 1997 : Bawabete El Halawani : (Série, saison 1)
- 1994 : El Raya El Hamra :  La tante de Ahmad
- 1990 : Damir Abla Hekmate : (Série)  Marcelle
- 1987 : Ragol Fi El Kalaa : (Théâtre)
- 1986 : El Ferssane Yekhmedoune Sifhom : (Série)
- 1985 : Elle et lui : (Série, 1 épisode)  La directrice de l'école
- 1983 : Jusqu'à ce que ça s'arrête l'amour : (Série)
- 1982 : Samy wa Sameh : (Série)
- 19?? : Bine El Atlal : (Série, 13 épisodes)
- 19?? : Aantaza : (Série)
- 19?? : Leaabete El Korba : (Série)
- 19?? : Fart El Zaman : (Série)
- 19?? : El Sendebad : (Série)
- 19?? : Saaete Wald El Hendy : (Série)
- 19?? : El Ketabaaala Lahm Tehbeda : (Série)
- 19?? : ALeilete Masraa El Montaby : (Série)
- 19?? : Aandama Yatkhanek El Hob : (Série)
- 1979 : El Bahessa : (Série)
- 1979 : Leilete Sekoute Kharnata : (Série)
- 1979 : Afwah wa Araneb : (Série)
- 1978 : Lorsque les larmes sourit : (Série)
- 1976 : El Nessaa Tekoum Bel Wagueb : (Série)
- 1975 : El Achgar temoute wakefa : (Théâtre)
- 1974 : Arbaa We Echerine saa fi hayah emraa : (Théâtre)
- 1973 : El Hayawanate El Rogabeya : (Théâtre)
- 1972 : El Wady El Khaeb : (Théâtre)
- 1972 : Mahza El Kohl : (Théâtre)
- 1971 : Tarnima : (Théâtre)
- 1971 : Saroi wa Fane : (Théâtre)
- 1971 : Yatakalemane : (Théâtre)
- 1971 : Ikal El Agyal : (Théâtre)
- 1970 : We Bahlm Masr : (Théâtre)
- 1970 : Madrassette El Azogate : (Théâtre)
- 1970 : Madrassette El Azwag : (Théâtre)
- 1969 : Watani Oaaka : (Théâtre)
- 1969 : Markeb Bela Sayad : (Théâtre)
- 1969 : Ya Habebty Ya Masr : (Théâtre)
- 1969 : El Kanaa : (Théâtre)
- 1968 : Sirete El Fata Hamdane : (Théâtre)
- 1968 : El Wasseya : (Théâtre)
- 1968 : Samira Fata Hemdane : (Théâtre)
- 1967 : L'histoire de Samara : (Série)
- 1967 : Un mari dans une boite : (Théâtre)
- 1966 : El Kerate El Mossalaha : (Théâtre)
- 1966 : Watani Aaoka : (Théâtre)
- 1965 : El Falah Elkassih : (Théâtre)
- 1965 : Abou El Dehine : (Théâtre)
- 1964 : Chareaa El Bahlawane : (Théâtre)
- 1964 : Avec le diable : (Théâtre)
- 1964 : 28 septembre : (Théâtre)
- 1963 : El Fadih : (Théâtre)
- 1963 : El Falah : (Théâtre)
- 1962 : Belhadid wa el Ketar : (Théâtre)
- 1962 : El Hadid : (Théâtre)
- 1962 : Eskendaraneya : (Théâtre)
- 1961 : El Kadeya : (Théâtre)
- 1961 : Le meurtre et le châtiment : (Théâtre)
- 1961 : El Aadl wa El Kamar : (Théâtre)
- 1961 : Ragol Fi El Kalaa : (Théâtre)
- 1960 : El Mofateche El Aam : (Théâtre)
- 1960 : Korssy Elaateraf : (Théâtre)
- 1960 : Salah El Dine El Ayoubi : (Théâtre)
- 1959 : Si tu étais beau... : (Théâtre)
- 1959 : Koulou Leaaine El Chamss : (Théâtre)
- 1959 : Antonio wa Kilobatr : (Théâtre)
- 1959 : Gine Hire : (Théâtre)
- 1958 : Habibty Chamina : (Théâtre)
- 1958 : El Zafaf : (Théâtre)
- 1957 : Isiss : (Théâtre)
- 1957 : Elkhabi Elmonkad : (Théâtre)
- 1957 : Mawasy wa Faraaoune : (Théâtre)